# Бранко Смердел
Бранко Смердел (рођен 1949. у Загребу) је хрватски универзитетски професор који предаје на Правном факултету у Загребу на катедри за уставно право. Један је од најцјењенијих стручњака за тумачење хрватског устава. Био је декан Правног факултета у Загребу од 2003. до 2005. године.

## Биографија
Дипломирао је на Правном факултету у Загребу 1973. године. Магистрирао је 1977. са темом „Политичка одговорност министара у парламентарном и скупштинском систему“, а докторирао 1984. са дисертацијом „Еволуција предсједничке владе у САД: конгресни вето“. За асистента на катедри за уставно право изабран је 1973. године, а за доцента 1985. Године 1988. је постао ванредни професор а редовни 1990. У трајно звање редовног професора изабран је 1996. Добитник је Сениор Фулбрајтове стипендије. Аутор је десетак књига те преко стотину научних радова. 
Био је члан радних група за израду изборног законодавства, члан радне групе за израду устава Републике Хрватске, те члан радне групе за израду измјена уставног закона о Уставном суду Републике Хрватске. Главни уредник Зборника ПФЗ од 2000. до 2003. године. Декан Правног факултета у Загребу је постао 2003. године, и на тој позицији остао до 2005. Члан је утемељитељ Академије правних наука Хрватске те носилац низа друштвених признања и одликовања за научни рад (Ред Данице хрватске с ликом Руђера Бошковића, награда Божидар Аџија).

## Закон о спречавању нереда на спортским такмичењима
Професор Бранко Смердел је жестоки противник надолазећег закона о спречавању нереда на спортским такмичењима, јер сматра да се њиме крше људска и уставна права, те је своју аргументацију изнио Одбору за устав, пословник и политички систем Хрватског сабора. Професор Смердел између осталог о овом закону каже:
Предложени закон даје прешироке овласти полиције, а ако се већ иде на тоталну репресију гдје су онда одредбе о правима грађана у случају злопорабе и одговорност за кршење одредби. Прекршена је уставна одредба о праву на слободу кретања. Примјерице, овако како стоји у чл. 7, да се особа која иде на спортско натјецање може привести ако својим понашањем изазове сумњу, редари и полицајци могу привести мене и мог пријатеља који се крећемо према Динамовом стадиону у Максимиру, иако заправо идемо у зоолошки врт, а попили смо гемишт па мало чудно изгледамо. То је недопустиво